# Elisa (film)
Elisa è un film del 2025 diretto da Leonardo Di Costanzo.

## Trama
Un criminologo si interessa ad Elisa, una donna rinchiusa in prigione da 10 anni per il barbaro omicidio apparentemente immotivato della sorella.

## Promozione
Il trailer del film è stato pubblicato online l'8 agosto 2025.

## Distribuzione
Il film sarà presentato in anteprima il 4 settembre 2025 all'82ª Mostra internazionale d'arte cinematografica di Venezia, venendo distribuito nelle sale cinematografiche italiane da 01 Distribution a partire dal giorno seguente.

## Riconoscimenti
- 2025 - Mostra internazionale d'arte cinematografica[1]
  - In concorso per il Leone d'oro